# سپاه ۳ (ورماخت)
سپاه ۳ (به آلمانی: III. Armeekorps) یکی از سپاه‌های نیروی زمینی آلمان در دوره رایش سوم بود که در جنگ جهانی دوم به عملیات پرداخت.

## تاریخچه عملیاتی

### شوروی، اوکراین

#### ۱۹۴۱ (اومان)
با آغاز عملیات بارباروسا، تهاجم آلمان به شوروی، سپاه ۳ موتوریزه به فرماندهی سپهبد ایبرهارت فن مکنزن به عنوان بخشی از گروه زرهی ۱ از گروه ارتش جنوب، اوایل ماه ژوئیه سال ۱۹۴۱ با پیشروی غیرقابل توقف، از ریونی به سمت نووگورود-وولینسکی و رود دنیپر در شرق، خطر تصرف بخشی از خط دفاعی استالین و به محاصره انداختن ارتش‌های در حال عقب‌نشینی جبهه جنوب غربی شوروی در نواحی جنوبی را ایجاد کرد. با این حال، ضد حمله دشمن این پیشروی را با دو روز تأخیر مواجه ساخت. با ادامه عقب‌نشینی نیروهای دشمن، سپاه ۳ موتوریزه در کنار سپاه ۴۸ موتوریزه، بین روزهای ۶ تا ۹ ژوئیه بردیچیف، نووگورود-وولینسکی و ژیتومیر را به تصرف درآورد. این سپاه در یک خط مستقیم به سمت کی‌یف پیش رفت. سپاه ۳ موتوریزه روز ۹ ژوئیه فرمان به تصرف کی‌یف به عنوان سر پلی عمیق در شرق رود دنیپر گرفت. به هر صورت روز بعد به دستور هیتلر، این سپاه موظف شد از حمله به شهر کی‌یف اجتناب و تنها در مقابل حملات از آن جانب دفاع کند. روز بعد لشکر سیزدهم زرهی این سپاه از رود ایرپن در غرب کی‌یف گذر کرد و در همان نقطه منتظر مابقی سپاه شد. این سر پل سپاه در انتهای شکاف ۱۲۰ کیلومتری در خط دفاعی ارتش سرخ قرار داشت. لشکر بیست‌ونهم پیاده‌نظام موتوریزه سپاه روز ۱۹ ژوئیه خود را به سر پل رساند.

#### ۱۹۴۳ (کورسک)
سپاه ۳ زرهی در جریان عملیات سیتادل، حمله آلمان در ناحیه کورسک، مسئولیت محافظت از جناح راست یگان‌های پیشروی‌کننده از غرب بلگورود به سمت اوبویان را داشت. بدین منظور این سپاه می‌بایست از بلگورود به سمت شمال غربی در جهت کلی کوروچا، پیش می‌رفت. پس از فائق آمدن بر خطوط عمیق دفاعی دشمن، سپاه می‌بایست با بهره‌گیری از قدرت تحرک خود، به نیروهایی از دشمن که انتظار می‌رفت از شرق و شمال سربرسند یورش می‌برد و آن‌ها را منهدم می‌نمود. در این حال سپاه ۹ نیز از جناح شرقی سپاه ۳ زرهی محافظت می‌کرد. سپاه ۳ زرهی برای این مأموریت لشکرهای ششم، هفتم و نوزدهم و چندین قرارگاهی از جمله گردان‌های توپخانه، مهندسی و ضدهوایی در اختیار داشت.

#### ۱۹۴۴ (چرکاسی)
در پی به محاصره افتادن ۶ لشکر آلمانی در ناحیه چرکاسی در اوکراین، سپاه ۳ زرهی به فرمان فیلدمارشال اریش فن مانشتاین، فرمانده گروه ارتش جنوب، اقدام برای شکستن حلقه محاصره را از روز ۴ فوریه سال ۱۹۴۴ آغاز کرد. این سپاه در این عملیات شامل سه لشکر یکم، شانزدهم و هفدهم زرهی، لشکر لایب‌اشتاندارته اس‌اس و هنگ زرهی سنگین باکه می‌شد. افزایش دما و ذوب شدن برف‌ها موجب گل‌آلود شدن راه‌ها و کاهش سرعت پیشروی نیروهای سپاه گشته بود به وجهی که برقراری گذرگاه توسط لشکر شانزدهم زرهی بر رود گنیلوی تیکیک تا ۸ فوریه به طول انجامید. مرحله دوم تهاجم سپاه از این موضع در فاصله ۳۰ کیلومتری از منطقه تحت محاصره در روز ۱۱ فوریه با مجموع ۱۴۹ تانک و توپ تهاجمی آغاز شد. مشکلات تدارکاتی حاصل از شرایط بد راه‌ها سبب گردید روز ۱۳ فوریه ۶۱ متر مکعب سوخت و ۳۴ تن مهمات از طریق هوایی به سپاه رسانده شود. مقاومت شدید دشمن پیشروی را دچار مشکل و طرفین را متحمل تلفات سنگین ساخت. تنها در اثر درگیری‌های روز ۱۳ فوریه نیروهای سپاه قریب به ۱۰۰ تانک و توپ خودکششی دشمن را منهدم نمودند. در طرف مقابل تا ۱۵ فوریه فقط ۳ تانک و یک توپ تهاجمی عملیاتی برای لشکر یکم زرهی باقی مانده بود. همان روز نیروهای سپاه که به شدت تحلیل رفته بودند، خود را به رود لیسیانکا رساندند و روز بعد حمله به تپه ۲۳۹ را برای باز کردن مسیر عقب‌نشینی قوای در محاصره آغاز نمودند. این تپه روز ۱۷ فوریه به تصرف هنگ زرهی باکه که ۸ تانک تیگر ۱ و ۶ تانک پنتر برای آن باقی مانده بود، درآمد تا محاصره‌شدگان شروع به حرکت به سمت غرب کنند و ۳۶ هزار نفر از دام دشمن بگریزند. سپاه ۳ زرهی در جریان این عملیات متحمل ۵۵۹ کشته، ۳۴۷ مفقود و ۲۲۵۲ مجروح گشت و ۱۵۶ تانک و توپ تهاجمی خود را از دست داد. در طرف مقابل تلفات شوروی ۸۰ هزار نفر و ۶۰۶ تانک برآورد می‌شود.